# Полушкин, Пётр Алексеевич
Пётр Алексеевич Полушкин (1924—2009) — советский военнослужащий. Участник Великой Отечественной войны. Герой Советского Союза (1945). Гвардии старшина.

## Биография
Пётр Алексеевич Полушкин родился 14 июля 1924 года в рабочем посёлке Баранчинский Кушвинского района Уральской области РСФСР СССР (ныне посёлок Кушвинского городского округа Свердловской области Российской Федерации) в рабочей семье. Русский. Окончил семь классов школы и школу ФЗУ. До войны работал на аглофабрике при Гороблагодатском руднике. С началом Великой Отечественной войны перешёл на работу сверловщиком в цех по производству артиллерийских снарядов на Баранчинский электромеханический завод имени М. И. Калинина.
В ряды Рабоче-крестьянской Красной Армии П. А. Полушкин был призван 15 сентября 1942 года и направлен в Тобольск, где окончил школу младших командиров, получил воинскую специальность пулемётчика станкового пулемёта. Службу сержант П. А. Полушкин начал в феврале 1943 года должности командира отделения пулемётной роты в запасном полку в Челябинске. В боях с немецко-фашистскими захватчиками П. А. Полушкин с сентября 1943 года в должности наводчика артиллерийского орудия 10-го гвардейского артиллерийского полка 8-й пушечной артиллерийской дивизии резерва Главнокомандования на Калининском фронте. Боевое крещение Пётр Алексеевич принял в боях на реке Каспля в Витебской области Белорусской ССР. 5 октября 1943 года часть, в которой служил сержант П. А. Полушкин, была преобразована в 26-ю гвардейскую пушечную артиллерийскую бригаду. В октябре 1943 года Пётр Алексеевич участвовал в Невельской операции Калининского фронта. 20 октября 1943 на основании приказа Ставки Верховного Главнокомандования от 16 октября 1943 Калининский фронт был переименован в 1-й Прибалтийский фронт. В декабре 1943 года сержант П. А. Полушкин участвовал в Городокской операции, освобождении города Городка. Зимой 1943—1944 года бригада, в которой служил Пётр Алексеевич, вела тяжелые бои севернее города Витебска. 7 апреля 1944 года 26-я гвардейская пушечная артиллерийская бригада была выведена в резерв 1-го Прибалтийского фронта и находилась там до лета 1944 года. 9 июня 1944 года бригада вернулась в состав действующей армии и перед летним наступлением заняла позиции в районе Городка.
23 июня 1944 года началась операция «Багратион». В составе своего подразделения сержант П. А. Полушкин принимал участие в Витебско-Оршанской и Полоцкой операциях, освобождении Витебска и Полоцка. После взятия Полоцка войска 1-го Прибалтийского фронта в рамках операции «Багратион» начали освобождение Прибалтики, проведя Шяуляйскую операцию, в ходе которой подразделения фронта вышли к Рижскому заливу, заблокировав на Курляндском полуострове немецкую группу армий «Север».
Стремясь деблокировать окружённую группировку, немцы в августе 1944 года предприняли в Прибалтике ряд мощных танковых контрударов. 17 августа 1944 года позиции 26-й гвардейской пушечной артиллерийской бригады в районе города Ауце Латвийской ССР были атакованы двумя полками пехоты при поддержке более чем 40 танков. 10-я батарея бригады, в которой наводчиком служил сержант П. А. Полушкин, занимала оборону на развилке дорог у посёлка Витини. На её участке немцы нанесли контрудар силами 10 танков при поддержке большой группы автоматчиков и мотоциклистов. В результате многочасового боя немцы вынуждены были отойти на исходные позиции. Расчёт орудия, наводчиком которого был Пётр Алексеевич, в этом бою уничтожил два немецких танка, 4 мотоцикла и 60 солдат и офицеров противника. Утром 18 августа после мощной артиллерийской подготовки немцы вновь пошли в атаку. Единственное уцелевшее орудие Полушкина подбило ещё два танка. Когда и оно было разбито, артиллеристы заняли круговую оборону, отбивая атаки врага ружейно-пулемётным огнём и гранатами. Когда же боеприпасы закончились, гвардии сержант П. А. Полушкин вызвал огонь соседней 11-й батареи на себя. Рубеж обороны 10-й батареи был удержан до подхода стрелковых частей. К исходу боя из шестидесяти артиллеристов в живых осталось только девятнадцать. За отличие в Шяуляйской операции указом Президиума Верховного Совета СССР от 24 марта 1945 года гвардии сержанту Полушкину Петру Алексеевичу было присвоено звание Героя Советского Союза.
После августовских боёв 8-я пушечная артиллерийская дивизия была выведена на переформирование. Получивший тяжёлую контузию Пётр Алексеевич после медсанбата был произведён в старшие сержанты и назначен командиром 76-миллиметрового орудия. Осенью 1944 года он участвовал в Рижской и Мемельской операциях 1-го Прибалтийского фронта. После завершения Прибалтийской стратегической операции гвардии старший сержант П. А. Полушкин участвовал в блокаде немецкой группы армий «Курляндия». В марте 1945 года Пётр Алексеевич был тяжело ранен и эвакуирован в госпиталь города Риги, где лечился до окончания войны.
После войны старший сержант П. А. Полушкин был направлен в артиллерийскую часть, расквартированную в Литве, в которой служил до февраля 1947 года. Демобилизовался Пётр Алексеевич в звании старшины. После демобилизации вернулся в посёлок Баранчинский. Работал на Баранчинском электромеханическом заводе имени М. И. Калинина, затем в ремесленном училище № 13. В 1954 году он с семьёй переехал в Казань. До 1994 года работал инструментальщиком на Казанском оптико-механическом заводе в 12-м и 7-м цехах. После выхода на заслуженный отдых Пётр Алексеевич участвовал в общественной работе и ветеранском движении, занимался патриотическим воспитанием молодёжи, пел в хоре ветеранов. 19 сентября 2009 года после продолжительной болезни Пётр Алексеевич скончался. 

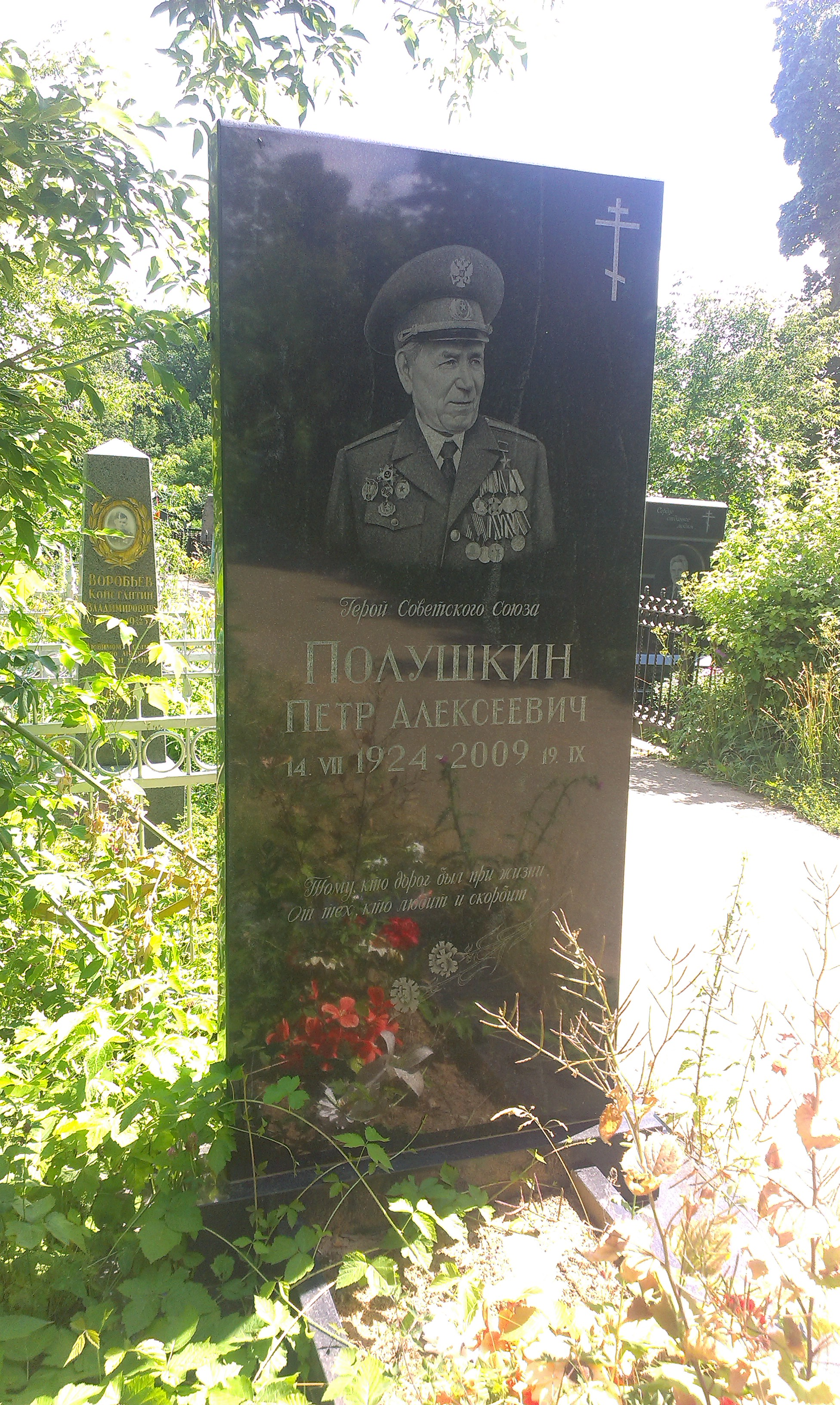
Надгробный памятник на могиле П. А. Полушкина на Арском кладбище Казани

Похоронен в Казани на Арском кладбище.

## Награды и звания
- Медаль «Золотая Звезда» (24.03.1945);
- орден Ленина (24.03.1945);
- Орден Отечественной войны 1 степени (11.03.1985);
- медали.
- Почётный гражданин города Казани (2007).
- Занесение в Книгу почёта Казани (2007 год)[3].

## Память
- Мемориальная доска в честь Героя Советского Союза П. А. Полушкина установлена в Казани по улице Халезова.
- Имя Героя Советского Союза П. А. Полушкина занесено в книгу почёта города Казани.
- Именем Петра Полушкина названа улица в жилом районе «Седьмое небо» города Казани (параллельно Проспекту Победы).
- Именем Петра Алексеевича Полушкина названо Муниципальное бюджетное общеобразовательное учреждение «Средняя общеобразовательная школа № 101» Советского района города Казани Республики Татарстан.
- Улица Петра Полушкина, город Казань.

## Документы
- Общедоступный электронный банк документов «Подвиг Народа в Великой Отечественной войне 1941—1945 гг.» Дата обращения: 25 июля 2012. Архивировано из оригинала 13 марта 2012 года.

Представление к званию Героя Советского Союза. Дата обращения: 25 июля 2012. Архивировано 29 сентября 2012 года.
Указ Президиума Верховного Совета СССР. Дата обращения: 25 июля 2012. Архивировано 29 сентября 2012 года.
- Решение Президиума Казанской городской Думы от 15.02.2007 № 5 «О Занесении в книгу почёта Казани С. А. Ахтямова, Б. К. Кузнецова, П. А. Полушкина, Г. Г. Хайруллина». Дата обращения: 25 июля 2012.